# 刺客教條II：探索
《刺客信条II：探索》是一款面向任天堂DS及iOS平台的动作游戏，是刺客信条系列游戏的分支。2009年9月9日，苹果公司CEO史蒂夫·乔布斯在他的主题演讲中正式公布该游戏的开发进度，并宣布将于11月17日发售。11月17日，任天堂DS版本如期在北美地区发售，但是iOS的版本却延期发售，对此育碧并没有说明原因。
本作与其刺客信条系列在移动平台上的前作《阿泰尔编年史》相比，《探索》是一款2.5D的横向卷轴游戏，而非是前作的3D。
所有iPhone及任天堂DSi的用户还可以在游戏中使用硬件上的摄像头拍摄自己的照片用于游戏中的通缉令上。

## 剧情背景
游戏的剧情发生在《刺客信条II》故事的14年后的公元1490年，刺客艾吉奥·奥迪托雷·达·佛罗伦萨（Ezio Auditore da Firenze）前往到15世纪的西班牙，去解放那些跟随他的刺客们，这些刺客被西班牙宗教法庭所监禁。在解救之旅上，埃奇歐发现圣殿骑士团计划向西航行去发现新大陆。埃奇歐必须救下克里斯托弗·哥伦布，并且杀死托马斯·托尔克马达以消除圣殿骑士的威胁。 埃奇歐也必须暗杀掉一些其他的重要目标，如：加斯珀·马丁内斯，佩德罗·略伦特，圣殿骑士的间谍以及胡安·德·马里罗。
一路上，埃奇歐也救了很多协助他的刺客，包括路易斯·圣地亚戈和拉斐尔·桑切斯。格拉纳达市在圣殿骑士们的围困之下，埃奇歐还必须救下摩尔国王穆罕默德十二世。埃奇歐还遇到了伊莎贝拉女王。

## 游戏评价
不同于PSP平台上的《血缘》, 《刺客教條2：探索》在业内获得了普遍的好评。IGN为任天堂DS版本给出了8分（满分10分）, 给iOS版本给出了7分（满分10分）。GameSpot也为任天堂DS版本给出了7分的评价（满分10分）。澳大利亚及新西兰版的《任天堂官方杂志》的评价更负面一些：他们称赞了本作的角色动画以及转为2D的游戏模式，但是他们认为乏善可陈的任务、贫乏的关卡设计以及繁琐的控制只能给本作打出55%的好评率。并称本作“错失了纠正首作错误的机会”并带来了“死板的平台体验”。
GameZone的娜塔莉·罗曼诺给本作打出8分（满分10分），她说本作是“刺客信条系列中确实令人印象深刻的一款游戏，《刺客信条II：探索》实际上是成为电子游戏主机版本最佳伴侣的一个有趣标题。她还说：游戏是远远不够称得上完美，但当游戏太好玩了，就很容易无视它的瑕疵。如果你买了《刺客信条II》，那么你真的要购买《探索》。”